# Larawan ng Pag-ibig
Larawan ng Pag-ibig é uma telenovela filipina produzida e exibida pela ABS-CBN, cuja transmissão ocorreu em 1964.

## Elenco
- Willie Sotelo
- Rosita Noble
- Eva Darren
- Vilma Santos
- Lolita Lopez
- Ben David
- Teddy Santos
- Carol Varga
- Martin Marfil
- Tessie Tecson
- Nello Nayo
- Johnny de Leon
- Rolando Liwanag
- Roger Nite
- Dalton de Castro